# Chemins de fer du Nord (Russie)
 (juillet 2025).
Si vous disposez d'ouvrages ou d'articles de référence ou si vous connaissez des sites web de qualité traitant du thème abordé ici, merci de compléter l'article en donnant les références utiles à sa vérifiabilité et en les liant à la section « Notes et références ».
Pour les articles homonymes, voir Chemins de fer du Nord.
Les Chemins de fer du Nord (connus sous le nom de SZD ; russe : Се́верная желе́зная доро́га, СЖД) constituent un réseau régional des chemins de fer russes. Ils couvrent le nord Russe.

## Historique
Le premier tronçon de l'actuel chemin de fer du Nord, depuis la gare de Novki en passant par Chouïa jusqu'à Ivanovo, a été construit en 1868 par la Société des chemins de fer Chouïa-Ivanovo. Le tronçon Alexandrov-Iaroslavl-Vologda a été mis en service en 1870-1872 par la Compagnie des chemins de fer Moscou-Iaroslavl, en même temps que les lignes Rybinsk-Sonkovo et Ivanovo-Kinechma étaient construites.
En 1898, l'entreprise (qui a ensuite changé son nom en Société des chemins de fer Moscou-Iaroslavl-Arkhangelsk ), déjà sous la direction de l'entrepreneur Savva Mamontov, a posé un tronçon à voie étroite Vologda  - Arkhangelsk, qui a ensuite été converti en voie large. En 1900, toutes les lignes de l'entreprise furent rachetées par le Trésor.
En 1905, la ligne publique Saint-Pétersbourg-Vologda Obukhovo - Cherepovets  - Vologda est entrée en service , en 1906 - la route Vologda - Viatka . Le 1er janvier 1907, toutes les lignes furent réunies sous le contrôle des chemins de fer du Nord.
Entre 1929 et 1932, le tronçon Moscou - Zagorsk est électrifié . En 1936, les chemins de fer du Nord ont été divisés en chemins de fer du Nord (administrés à Vologda) et de Iaroslavl. En 1937-1941, le chemin de fer Pechora a été construit de Konocha à Vorkouta.
En 1953, les chemins de fer du Nord et de Iaroslavl ont été fusionnés pour former le Chemin de fer du Nord. Le 14 juillet 1959, le chemin de fer de Pechora fut annexé  et l'embranchement routier Moscou-Iaroslavl fut transféré au chemin de fer de Mosco.
En 1997, les embranchements sur la route ont été agrandis : Ivanovo a été inclus à Iaroslavl, Buyskoye - à Vologda.

## Indicateurs clés (2006)
| Indice                                                          | 2006    |
| Longueur opérationnelle, km                                     | 5951.7  |
| Nombre d'employés                                               | 64 757  |
| Fret transporté, milliers de tonnes                             | 225 451 |
| Passagers transportés : longue distance, milliers de personnes. | 15 310  |
| dans le trafic suburbain, des milliers de personnes             | 25 414  |